# Mesotrosta signalis
Mesotrosta signalis là một loài bướm đêm trong họ Noctuidae.